# غبر العلى (ناطع)

تعديل مصدري - تعديل

غبر العلى هي إحدى قرى عزلة بارماد بمديرية ناطع التابعة لمحافظة البيضاء، بلغ تعداد سكانها 47 نسمة حسب تعداد اليمن لعام 2004.